# Полная группа событий
Полная группа событий (полная система событий) — множество попарно несовместимых случайных событий такое, что в результате произведённого случайного эксперимента непременно произойдёт одно и только одно из них. Если {\displaystyle (\Omega ,{\mathcal {F}},\mathbb {P} )} — вероятностное пространство, то всякое разбиение множества {\displaystyle \Omega } попарно непресекающимися элементами сигма-алгебры {\displaystyle {\mathcal {F}}}, то есть такое {\displaystyle \{U_{\alpha }\mid \alpha \in A\}}, что {\displaystyle \textstyle \bigcup _{\alpha \in A}U_{\alpha }=\Omega } и {\displaystyle \forall (\alpha ,\beta \in A){\big (}\alpha \neq \beta \Rightarrow U_{\alpha }\cap U_{\beta }=\varnothing {\big )}}, является полной группой событий.
Например, для подбрасывания монеты группа из трёх событий («орёл», «решка», «ребро») является полной.
С использованием конечной полной группы событий выражается формула полной вероятности, позволяющая определить вероятность произвольного события через условные вероятности с событиями из разбиения.